# نویفرا
نویفرا (به آلمانی: Neufra) یک شهر در آلمان است که در Sigmaringen واقع شده‌است. نویفرا ۱٬۹۲۳ نفر جمعیت دارد.